# 扶乩

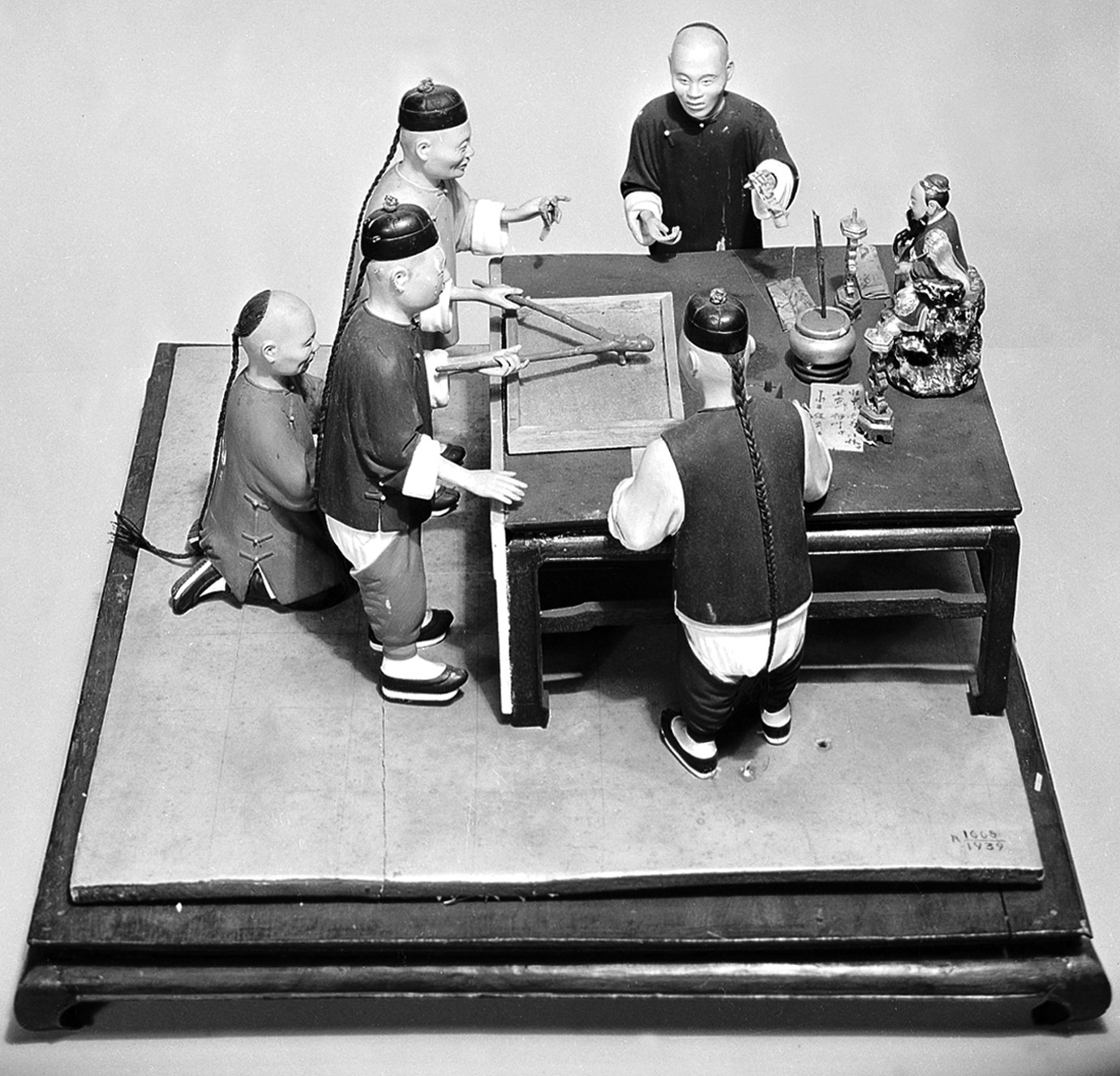
扶乩仪式模型

扶乩，是中国民间信仰的一種占卜方法，又稱扶箕、架乩、扶鸞、揮鸞、飛鸞、拜鸞、降筆、請仙、卜紫姑等等。在扶乩中，需要有人受到鬼神附身，這種人被稱為鸞生或乩身。鬼神會附身在鸞生身上，寫出一些字跡，以傳達鬼神的想法。信徒通過這種方式，與鬼神溝通，以了解鬼神的意思。

## 進行方式

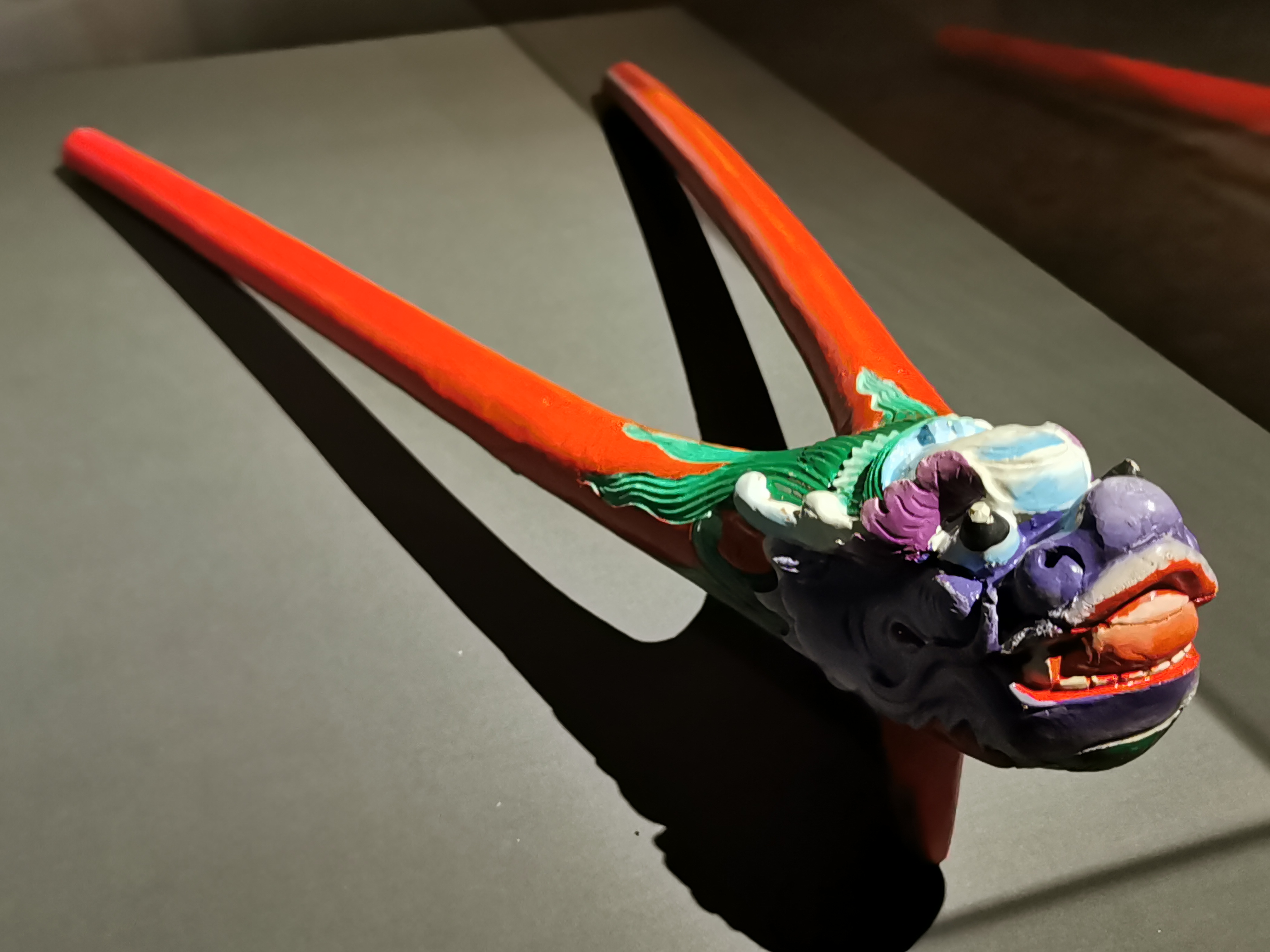
蘭陽博物館所展示的鸞筆

鸞鳥是中國古代傳說的神鳥，是西王母的使者，負責帶來神明的訊息。因此扶鸞有傳達神諭的意思。
扶鸞時必須有正鸞、副鸞各一人，另需唱生二人及記錄二人；合稱為六部（三才）人員。運用一Y字型桃木和柳木合成的木筆，而在預設的沙盤上，由鸞生執筆揮動成字，並經唱生依字跡唱出來，經記錄生抄錄成為文章詩詞，最後對該訊息作出解釋。
通常扶鸞得到結果，都是極為古典的詩詞或文章，那些訊息是由神明發出。一般來說，道經的撰寫，或與神仙的問答都常採取此法，現在流行的善書如《地獄遊記》、《天堂遊記》、《阿鼻地獄遊記》和《新阿鼻地獄遊記》等都是扶乩的各例。

## 歷史
扶乩起於中國古代，最早見於劉宋劉敬叔《異苑》，時人通常在正月十五，在厕所或猪栏边迎紫姑神，憑偶像的跳動，卜未来蚕桑。
宋代沈括《夢溪筆談》亦有提及扶箕，當時迎廁神紫姑已是風尚，降神日期亦不只限於正月十五晚。
到了宋代降筆的不限於神仙、道士，也可是古代名人，洪迈《夷坚三志》‧壬卷三《沈承务紫姑》寫召迎紫姑之法：“以箕插笔，使两人扶之，或书字于沙中。”扶箕漸成文人閒暇之事。
明清時紫姑卜信仰仍普遍，盛行於士大夫之間，崇祯八年六月葉紹袁曾為亡女葉小鸾招魂，當時文學大家钱谦益亦在現場，後來钱谦益曾記錄小鸞“矢口而答，皆六朝骈俪之语”。明末清初詩人方文的《嵞山集・续集・徐杭游草》附有潘江《和方文降乩诗》。清初的金聖歎，除了文藝活動外，扶乩更是其所擅長，一樣被钱谦益認証。
清朝《阅微草堂笔记》記載扶乩之事不下百次，作者紀昀本人则表示了一定的思考与怀疑：“惟扶乩一事，则确有所凭附，然皆灵鬼之能文者耳。所称某神某仙，大属假托；即自称某代某人者，叩以本集中诗文，亦多云年远忘记，不能答也。其扶乩之人，遇能书者则书工，遇能诗者即诗工，遇全不能诗能书者，则虽成篇而迟钝。”與紀昀同時的江南才子袁枚，其書《子不語》中亦不乏扶乩事，如其中名篇「關神下乩」，記敘了關帝君藉由乩筆，以幽默的口吻，責備士人不夠盡忠的故事。

## 地點
扶箕的地點可以是廟宇，也可以是家中，清中葉名臣葉名琛之父葉志詵愛好扶乩，葉名琛特建長春仙館（今廣州市應元路市二中附近），供奉著呂純陽、李太白二仙，事無大小都要問於乩手。第一次英法聯軍之役葉名琛親自扶乩，得呂洞賓語「十五日後便無事」，因此既不與聯軍交涉，也不防守，最後戰敗被俘，時人譏之「不戰、不和、不守、不死、不降、不走－－六不總督」。箕仙不單預告事情，更能與文人對唱。近代文学家巴金在《家》《春》《秋》中写道：“覺新由於思念亡妻作扶乩，所思之事得以慰籍。如今扶乩已近失传。”
扶箕形式分為兩種，分別是單人箕及雙人箕。扶乩盛行於現代某些民間道教與一貫道團體。扶乩目前主要在台灣、香港等地的道觀中仍舊存在和活動。

## 試驗
歷代以來，也有觀眾以言語試探扶乩真偽之記載。清朝紀曉嵐《槐西雜志》裏曾有記載，汪旭去看扶乩，乩童自稱張紫陽，有人以張紫陽所作之《悟真篇》問道，乩仙只答：「金丹大道，不敢輕傳」。

## 研究書目
- 許地山：《扶箕迷信底研究》（臺北：臺灣商務印書館，1994）。
- David K. Jordan（焦大衛）、Daniel L. Overmyer（歐大年）著，周育民譯：《飛鸞：中國民間教派面面觀 （页面存档备份，存于）》（香港：中文大學出版社，2005）。
- 黎志添：〈明清道教呂祖降乩信仰的發展及相關文人乩壇研究 （页面存档备份，存于）〉。
- 黎志添：〈清代四種《呂祖全書》與呂祖扶乩道壇的關係〉。
- 賀登崧：〈1948年於北京舉行的一次秘密宗教扶乩 （页面存档备份，存于）〉。
- 丁仁傑：〈由「奧法堂」到「天仙金龍堂」：漢人民間社區中的扶鸞與宗教實踐 （页面存档备份，存于）〉。
- 志賀市子：〈一八九四年穗港地區的鼠疫流行與扶鸞的乩示 （页面存档备份，存于）〉。

## 外部連結
- 扶鸞常識小百科 （页面存档备份，存于）
- 世玄精舍 (設扶鸞(扶乩)服務) - 全真道派，呂祖師道壇: 台灣台北新北市永和區秀朗路二段97號 （页面存档备份，存于）
- 歸宗網-南天直轄台中玄德道院